# Sword of the Valiant
Sword of the Valiant: The Legend of Sir Gawain and the Green Knight (ofte forkortet til blot at hedde Sword of the Valiant) er en drama fantasyfilm fra 1984, der er instrueret af Stephen Weeks og med Miles O'Keeffe, Trevor Howard, Lila Kedrova, Cyrielle Clair, Leigh Lawson, Peter Cushing og Sean Connery blandt de medvirkende.
Filmen er løst baseret på digtet Sir Gawain and the Green Knight, der blev nedskrevet i slutningen af 1300-tallet, men fortællinger afviger dog betragteligt. Det var den anden gang Weeks brugte den traditionelle fortælling i en film, da han gjorde det samme i 1973 i filmen Gawain and the Green Knight.
Filmen fik overvejende dårlige anmeldelser.

## Medvirkende
- Miles O'Keeffe som Sir Gawain
- Cyrielle Clair som Linet
- Leigh Lawson som Humphrey
- Sean Connery som Den Grønne Ridder
- Trevor Howard som Kong Arthur
- Peter Cushing som Seneschal - Gaspar
- Ronald Lacey som Oswald
- Lila Kedrova som Lady of Lyonesse
- John Rhys-Davies som Baron Fortinbras
- Wilfrid Brambell som Porter
- Bruce Lidington som Sir Bertilak
- Douglas Wilmer som Den Sorte Ridder
- Brian Coburn som Friar Vosper
- David Rappaport som Sage
- Emma Sutton som Morgan Le Fay